# Kulbaka

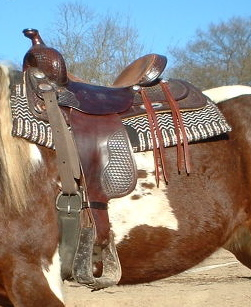
Kulbaka typu „Western”

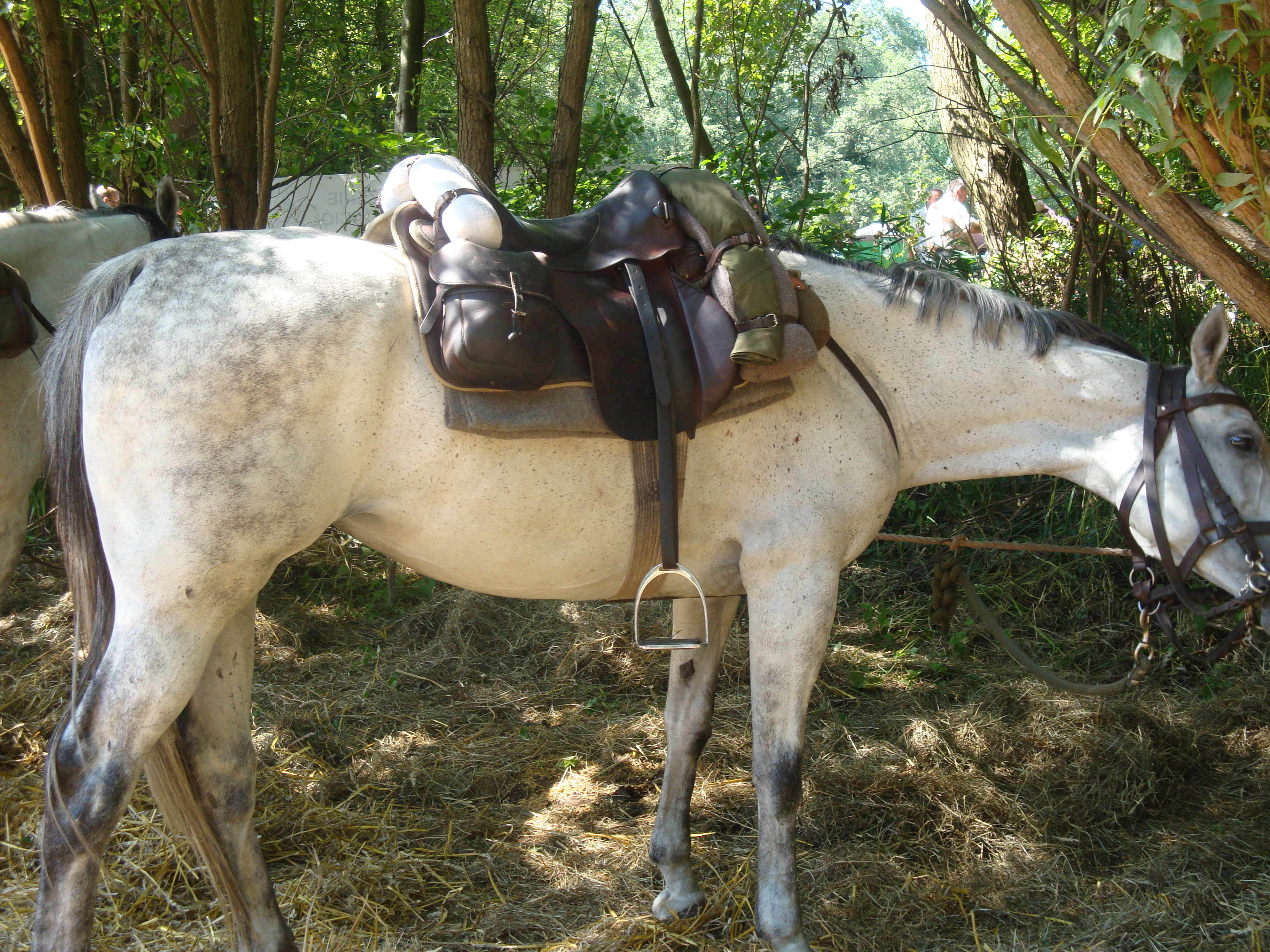
Okulbaczony koń grupy rekonstrukcyjnej 8 Pułku Strzelców Konnych

Kulbaka – typ siodła wojskowego pokrytego skórą stosowany m.in. przez kawalerię.
Kulbaka żołnierska charakteryzuje się wysokimi łękami, pozwalającymi jeźdźcowi na pewne trzymanie się w siodle w trakcie walki szablą – gdy podczas wykonywania cięcia znad głowy jeździec jest uniesiony wysoko w strzemionach, a energia związana z takim ciosem powoduje silne i nagłe przemieszczenie się jego środka ciężkości.
Również siodła stosowane przez kowboi posiadały konstrukcję charakterystyczną dla kulbaki. Związane było to z wymogami jeźdźca chwytającego bydło przy pomocy lassa.